# Reginald Stewart
Reginald Stewart (Edimburgo, Escocia, 20 de abril de 1900-California, 8 de julio de 1984) fue un pianista, compositor y director de orquesta escocés, especialmente recordado por haber sido el director de la Orquesta Sinfónica de Baltimore entre 1942 y 1952.
También fue director del Instituto Peabody, una escuela de música y conservatorio de la Universidad Johns Hopkins, también en Baltimore.